# 阎连科
阎连科（1958年8月24日—），中国作家，中国人民大学文学院教授。

## 生平
1958年出生于中国河南省嵩县。1978年入伍，1985年毕业于河南大学政教系。1991年毕业于解放军艺术学院文学系。
2004年退出军界，现为中国人民大学文学院教授，2019年任香港科技大学中国文化客座教授
2005年，以《受活》获得第3届老舍文学奖优秀长篇小说奖，以及第2届鼎钧双年文学奖。
2012年入围法国费米娜文学奖短名单。
2013年，入围第五届布克国际奖终选名单。
2014年5月，获得2014年度卡夫卡奖，成为继村上春树后第二位获此殊荣的亚洲作家。同年，《受活》获日本“Twitter”文学奖。
2016年再次入围英国国际布克奖短名单，同年《日熄》获香港“红楼梦文学奖”。

## 作品
从1979年至今，阎连科共创作长篇小说15部，中篇小说50余部，短篇小说40余篇，长篇散文3部，各种散文随笔集5本。文学理论专著和文学演讲等6册。电影和电视连续剧10余部，总计为1千多万字。他的部分作品已经被广泛译为英语、法语、德语、西班牙语、意大利语、瑞典语、丹麦语、挪威语、捷克语、匈牙利语和日语、韩语、越南语、蒙古语等近30种语言，在世界各地被广泛阅读和接受。但因其是中国最受争议的作家之一，《为人民服务》《丁庄梦》《四书》《日熄》《沉默与喘息——我所经历的中国与文学》等小说和部分随笔、演讲稿在中国大陆被列为禁书。

### 長篇小說
| 小说                               | 首版年份 | 首版出版社         |
| 《情感狱》                         | 1991年   | 解放军文艺出版社   |
| 《最后一名女知青》                 | 1993年   | 百花文艺出版社     |
| 《生死晶黄》                       | 1995年   | 明天出版社         |
| 《日光流年》                       | 1998年   | 花城出版社         |
| 《坚硬如水》                       | 2001年   | 长江文艺出版社     |
| 《受活》                           | 2004年   | 春风文艺出版社     |
| 《丁庄梦》                         | 2006年   | 上海文艺出版社     |
| 《风雅颂》                         | 2008年   | 江苏人民出版社     |
| 《四书》                           | 2011年   | 麦田               |
| 《炸裂志》                         | 2013年   | 上海文艺出版社     |
| 《日熄》                           | 2015年   | 麦田               |
| 《速求共眠——我与生活的一段非虚构》 | 2018年   | 印刻               |
| 《心经》                           | 2020年   | 香港城市大学出版社 |
| 《中国故事》                       | 2021年   | 麦田               |
| 《聊斋本纪》                       | 2023年   | 联经出版公司       |

### 中篇小說
| 发表时间 | 题目                     | 发表时间 | 题目               |
| -------- | ------------------------ | -------- | ------------------ |
| 1986     | 《小村小河》             | 1994     | 《欢乐家园》       |
| 1988     | 《两程故里》             | 1994     | 《天宫图》         |
| 1989     | 《横活》                 | 1994     | 《和平战》         |
| 1989     | 《祠堂》                 | 1994     | 《战争造访和平》   |
| 1989     | 《寨子沟 乱石盘》        | 1994     | 《形色匆忙》       |
| 1990     | 《斗鸡》                 | 1994     | 《耙耧山脉》       |
| 1990     | 《乡难》                 | 1995     | 《在和平的日子里》 |
| 1990     | 《瑶沟人的梦》           | 1995     | 《和平殇》         |
| 1990     | 《瑶沟的日头》           | 1995     | 《辉煌狱门》       |
| 1990     | 《悲哀》                 | 1995     | 《乡村死亡报告》   |
| 1990     | 《故乡的叹息》           | 1995     | 《寓意罪孽》       |
| 1991     | 《婚幻》                 | 1995     | 《四号禁区》       |
| 1991     | 《乡间故事》             | 1995     | 《朝着天堂走》     |
| 1991     | 《中士还乡》             | 1995     | 《都市之光》       |
| 1991     | 《晶莹的十二岁》         | 1996     | 《平平淡淡》       |
| 1991     | 《往返在塬梁》           | 1996     | 《黄金洞》         |
| 1991     | 《黑乌鸦》               | 1997     | 《年月日》         |
| 1991     | 《玉娇·玉娇》            | 1997     | 《金莲，你好》     |
| 1991     | 《家诗》                 | 1999     | 《朝着东南走》     |
| 1992     | 《从军行》               | 1999     | 《耙耧天歌》       |
| 1992     | 《和平雪》               | 2001     | 《寂寞之舞》       |
| 1992     | 《寻找土地》             | 2005     | 《为人民服务》     |
| 1992     | 《夏日落》               | 2009     | 《桃园春醒》       |
| 1992     | 《老屋》                 | 2011     | 《亲爱的，西班牙》 |
| 1993     | 《和平寓言》             |          |                    |
| 1993     | 《自由落体祭》           |          |                    |
| 1993     | 《名妓李师师和她的后裔》 |          |                    |
| 1993     | 《艺妓芙蓉》             |          |                    |
| 1993     | 《鸟孩诞生》             |          |                    |

### 短篇小说
| 发表时间 | 题目                   | 发表时间 | 题目                        |
| -------- | ---------------------- | -------- | --------------------------- |
| 1979     | 《良心》（未发表）     | 1996     | 《限》                      |
| 1979     | 《天麻的故事》         | 1997     | 《活之传说》                |
| 1980     | 《热风》               | 1997     | 《小村与乌鸦》              |
| 1981     | 《菜庵子里的三个兵》   | 1998     | 《4月6日至8日，回你家去吧》 |
| 1982     | 《烧鸡大王》           | 1999     | 《去服一次兵役吧》          |
| 1983     | 《领补助金的女人》     | 1999     | 《小镇蝴蝶铁翅膀》          |
| 1984     | 《士兵 士兵》          | 2000     | 《一九四九年的门和房》      |
| 1984     | 《待嫁女》             | 2001     | 《景象》                    |
| 1984     | 《将军》               | 2001     | 《梁弯儿》                  |
| 1984     | 《妻子们来度假》       | 2002     | 《司令员家的花工》          |
| 1985     | 《归》                 | 2002     | 《思想政治工作》            |
| 1986     | 《村路弯弯》           | 2002     | 《去赶集的妮子》            |
| 1987     | 《英雄今夜上前线》     | 2002     | 《黑猪毛，白猪毛》          |
| 1988     | 《坟地》               | 2002     | 《爷爷奶奶的爱情》          |
| 1988     | 《雪天里》             | 2002     | 《去往哪里》                |
| 1989     | 《爷呀》               | 2002     | 《三棒槌》                  |
| 1989     | 《最后的辉煌》         | 2002     | 《地雷》                    |
| 1989     | 《大哥经过一场暴风雪》 | 2004     | 《柳乡长》                  |
| 1990     | 《四叔的身份》         | 2004     | 《奴儿》                    |
| 1990     | 《走出蓝村》           | 2004     | 《革命浪漫主义》            |
| 1991     | 《石龟》               | 2009     | 《小安的新闻》              |
| 1991     | 《最后一场冬雪》       | 2014     | 《把一条胳膊忘记了》        |
| 1991     | 《在冬日》             | 2018     | 《道长》                    |
| 1992     | 《饭场》               |          |                             |
| 1993     | 《从军记》             |          |                             |
| 1995     | 《生死老小》           |          |                             |
| 1995     | 《乡村士兵与过程》     |          |                             |

### 主要随笔、散文、文论、演讲集
| 名称                                 | 出版年份 | 出版社             |
| 《褐色桎梏》                         | 1998年   | 百花文艺出版社     |
| 《返身回家》                         | 2002年   | 解放军出版社       |
| 《巫婆的红筷子》                     | 2002年   | 春风文艺出版社     |
| 《阎连科亲情散文》                   | 2007年   | 花城出版社         |
| 《阎连科读书笔记》                   | 2007年   | 花城出版社         |
| 《我与父辈》                         | 2009年   | 云南人民出版社     |
| 《发现小说》                         | 2011年   | 南开大学出版社     |
| 《走着瞧》                           | 2011年   | 东方出版中心       |
| 《我的现实 我的主义》                | 2011年   | 中国人民大学出版社 |
| 《一派胡言：阎连科海外演讲集》       | 2012年   | 中信出版社         |
| 《北京，最后的纪念：我与711号园》    | 2012年   | 江苏人民出版社     |
| 《沉默与喘息：我所经历的中国和文学》 | 2014年   | 印刻               |
| 《两代人的十二月》                   | 2015年   | 印刻               |
| 《百年写作十二讲：阎连科的文学讲堂》 | 2017年   | 香港中华书局 [11]  |
| 《田湖的孩子》                       | 2018年   | 上海文化出版社     |

### 主要小说集、文集
| 名称                           | 出版年份    | 出版社                         |
| 《阎连科文集》（5卷）          | 1996年      | 吉林人民出版社                 |
| 《阎连科小说自选集》           | 1997年      | 河南文艺出版社                 |
| 《当代作家文库——阎连科卷》     | 2003年      | 人民文学出版社                 |
| 《阎连科文集》（12卷）         | 2007年      | 人民日报出版社                 |
| 《阎连科中篇小说编年》（4卷）  | 2011年      | 浙江文艺出版社                 |
| 《阎连科精品文集》（17卷）     | 2012~2013年 | 天津人民出版社、云南人民出版社 |
| 《黑白阎连科·中篇四书》（4卷） | 2014年      | 人民文学出版社                 |
| 《阎连科长篇小说典藏》（5卷）  | 2016年      | 河南文艺出版社                 |
| 《阎连科小说自选集》           | 2017年      | 天地出版社                     |

## 获奖
- 1998年，中篇小說《黄金洞》获第一届鲁迅文学奖。
- 2001年，中篇小說《年月日》获第二届鲁迅文学奖。
- 2005年，《受活》獲第三屆老舍文學獎優秀長篇小說獎。
- 2012年，《四書》獲第四屆紅樓夢獎決審團獎。
- 2013年，获马来西亚花踪世界华文文学奖。
- 2013年，获布克国际奖提名，是继2011年苏童和王安忆之后第三位入围该奖项的中国作家。
- 2013年12月20日，获“影响中国2013年度文化人物”。
- 2014年5月27日，获得2014年度卡夫卡文学奖。
- 2014年，《炸裂志》獲第五屆紅樓夢獎決審團獎。
- 2016年，《日熄》獲第六屆紅樓夢獎首獎。
- 2021年，获得第七届美国纽曼华语文学奖[7]。
- 2022年，《中國故事》獲第九屆紅樓夢獎決審團獎、《心經》獲專家推薦獎。
- 2024年，《聊齋本紀》獲第十屆紅樓夢獎專家推薦獎。